# Мезёкерестеш
Мезёкерестеш (венг. Mezőkeresztes) — город на северо-востоке Венгрии в 30 километрах от столицы медье — города Мишкольца. Население города — 3 818 человек. Ближайший город — Мезёкёвешд (в 12 км). Название города переводится как «поле крестоносцев»: в 1596 году близ города произошло сражение (Керестецкая битва) между турецкой армией султана Мехмеда III и армией католических государств под предводительством Максимилиана Австрийского. Город процветал после освобождения от турок, но к XIX веку утратил своё значение.

## Население
Город населён венграми, составляющими 97 % населения, и цыганами, составляющими 3 %.
В городе есть 2 храма римско-католической церкви и 1 реформатская церковь.
| Год  | Население (чел.) |
| ---- | ---------------- |
| 1930 | 5517             |
| 1941 | 5622             |
| 1949 | 5391             |
| 1960 | 5443             |
| 1970 | 4861             |
| 1980 | 4674             |
| 1990 | 4510             |
| 2001 | 4192             |
| 2010 | 4220             |
| 2013 | 3868             |
| 2014 | 3882             |
| 2015 | 3818             |